# Sarcelles
Sarcelles je město ve Francii. Leží v departementu Val-d'Oise 15 km severně od centra Paříže. Žije v něm přibližně 59 000 obyvatel.

## Historie
Osídlení je archeologickými nálezy doloženo od paleolitu. První franská osada byla vyvrácena Huny. Poté vesnice od 7. století náležela k opatství v Saint Denis, které roku 1112 založilo kostel sv. Petra a Pavla. 
Sarcelles začalo překotně růst po druhé světové válce. V  roce 1946 zde žilo jen 6622 obyvatel. Stavěly se činžovní domy (habitation à loyer modéré) pro tzv. černé nohy, přistěhovalce ze severní Afriky. Zásadní urbanistický rozvoj se datuje do let 1955-1970, kdy vznikl komplex bytových, převážně panelových domů. Podle této lokality se sociálním problémům spojeným s velkými sídlišti začalo říkat „sarcellitida“. Po šestidenní válce  z roku 1957 sem přišli Sefardští Židé, kteří se usadili v části zvané „Malý Jeruzalém“. V Sarcelles žijí také Arabové, Asyřané a přistěhovalci z Karibiku. 
V červenci 2014 zachvátila Sarcelles vlna protižidovských násilností, které byly reakcí na operaci Ochranné ostří.
V letech 1995 až 1997 byl starostou Sarcelles Dominique Strauss-Kahn.

## Památky a architektura

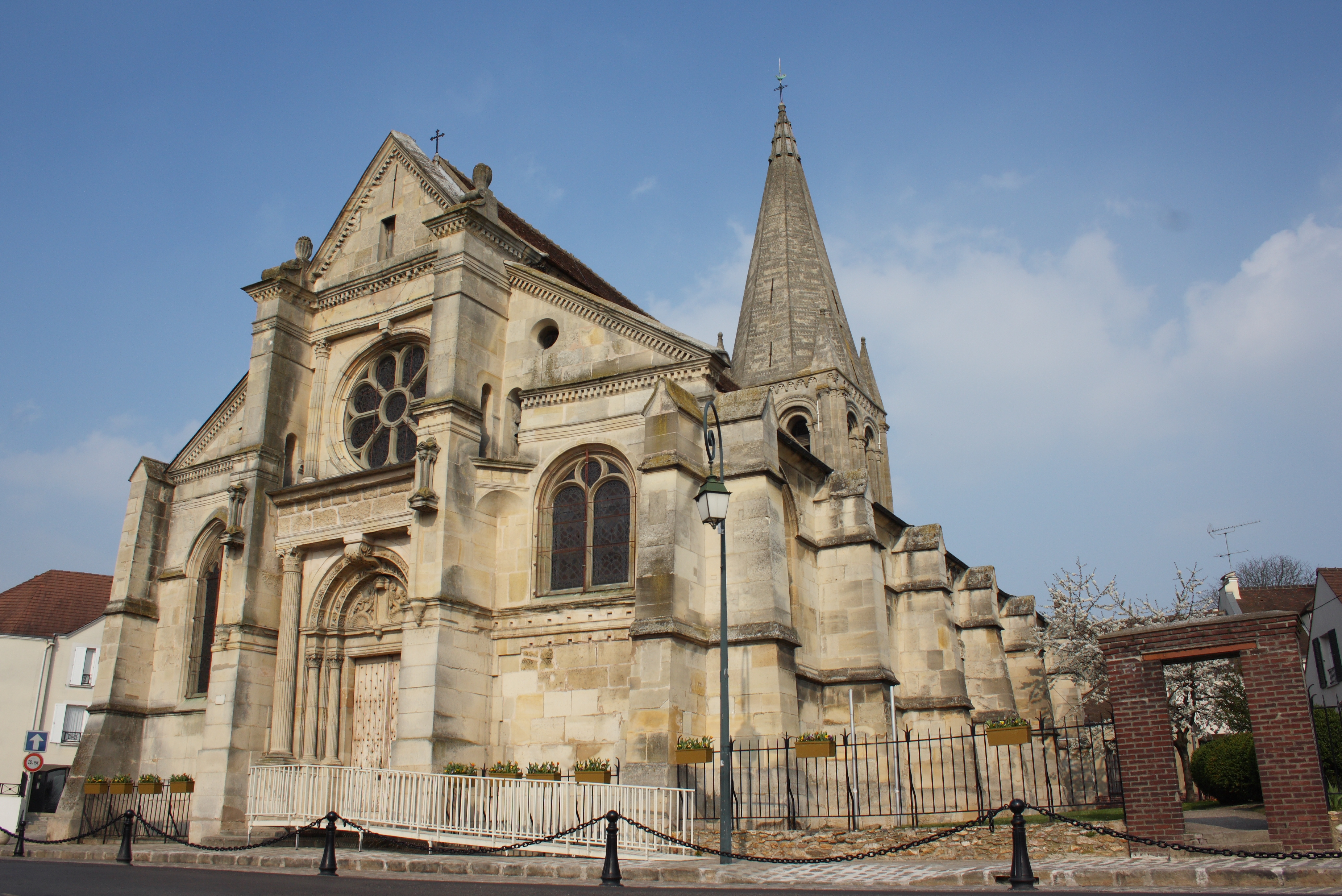
Kostel sv. Petra a Pavla

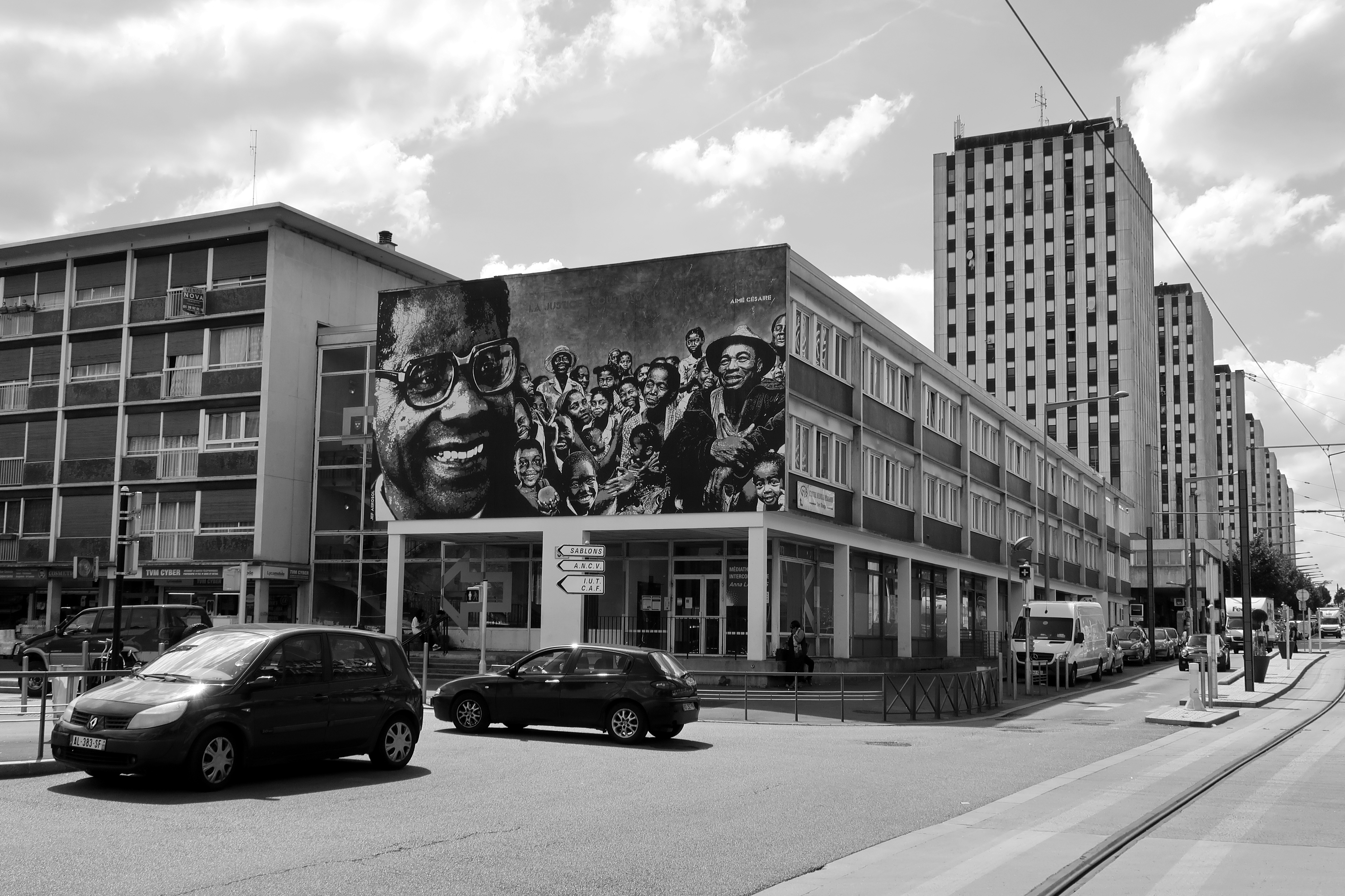
Čtvrť Les Flanades

- Římskokatolický kostel sv. Petra a Pavla - románsko-gotický chrám na půdorysu latinského kříže, nejstarší část stavěna od roku 1112 katedrální hutí ze Saint Denis, renesanční západní průčelí přistavěl Jean Bullant; významná architektonická památka. Farnost je nejstarší z celé diecéze Pontoise.

- Koptský kostel sv. Atanasia
- evangelický kostel
- pět synagog
- mešita Víry a Jednoty
- Radnice - hrázděná historizující stavba z roku 1844 na místě zámku Richebourg, který roku 1567 pobořili hugenoti a byl později přestavěn na panský dům de Miraville; (foto v infoboxu).

## Partnerská města
- Netanja,  Izrael
- Hattersheim am Main,  Německo

## Osobnosti
- Eugene Canseliet
- Rijád Mahriz
- Les Twins
- Steeve Yago - fotbalista
- Wissam Ben Yedder - fotbalista